# Vittorio Dal Pozzo
Vittorio Dal Pozzo, né le 13 mars 1940, à Gênes, en Italie, est un ancien joueur italien de basket-ball. Il évolue au poste de pivot.